# 貝克薩爾 (阿肯色州)
貝克薩爾（英語：Bexar）是位於美國阿肯色州富爾頓縣的一個非建制地區。該地的面積和人口皆未知。

## 地理
貝克薩爾的座標為36°17′12″N 91°59′45″W / 36.28667°N 91.99583°W，而該地的平均海拔高度為270米（886英尺）。